# Anamizu
Anamizu (穴水町, Anamizu-machi) est un bourg du district de Hōsu, dans la préfecture d'Ishikawa, au Japon.

## Géographie

### Démographie
Au 1er juin 2019, la population d'Anamizu s'élevait à 7 950 habitants répartis sur une superficie de 183,24 km2.

## Personnalités liées à la ville
- Kokoro Saegusa (1987-), mannequin.